# Kamil Rychlicki
Kamil Rychlicki (Ettelbruck, 1 de noviembre de 1996) es un jugador profesional de voleibol luxemburgués de origen polaco, juego de posición opuesto. Desde la temporada 2019/2020, ha estado jugando para el equipo italiano Cucine Lube Civitanova.

## Palmarés

### Clubes
Copa de Luxemburgo:
- 2013, 2014, 2015, 2016

Campeonato de Luxemburgo:
- 2014, 2015, 2016
- 2013

Supercopa de Bélgica:
- 2016[4]

Campeonato de Bélgica:
- 2018
- 2017

Campeonato Asiático de Clubes:
- 2019

### Selección nacional
Campeonato Europeo de los Pequeños Estados Juvenil:
- 2012

Campeonato Europeo de los Pequeños Estados:
- 2015, 2017
- 2013